# Calcio ai XIV Giochi panamericani - Torneo maschile

La tredicesima edizione del torneo di calcio ai Giochi panamericani si è svolta a Santo Domingo, Repubblica Dominicana, dal 23 luglio al 7 agosto 2003. Le Nazionali partecipanti sono dieci, una affiliata alla CONMEBOL e nove alla CONCACAF. A vincere la competizione fu l'Argentina.

## Incontri

### Gruppo A
| Squadra   | P | G | V | N | S | GF | GS | DR |
| --------- | - | - | - | - | - | -- | -- | -- |
| Argentina | 9 | 3 | 3 | 0 | 0 | 7  | 4  | +3 |
| Messico   | 4 | 3 | 1 | 1 | 1 | 7  | 6  | +1 |
| Paraguay  | 3 | 3 | 1 | 0 | 2 | 3  | 4  | −1 |
| Guatemala | 1 | 3 | 0 | 1 | 2 | 2  | 5  | −3 |

| Messico   | 1 - 1 | Guatemala |
| Argentina | 1 - 0 | Paraguay  |
| Argentina | 2 - 1 | Guatemala |
| Paraguay  | 1 - 3 | Messico   |
| Messico   | 3 - 4 | Argentina |
| Guatemala | 0 - 2 | Paraguay  |

### Gruppo B
| Squadra         | P | G | V | N | D | GF | GS | DR  |
| --------------- | - | - | - | - | - | -- | -- | --- |
| Brasile         | 9 | 3 | 3 | 0 | 0 | 11 | 1  | +10 |
| Colombia        | 6 | 3 | 2 | 0 | 1 | 5  | 5  | 0   |
| Cuba            | 1 | 3 | 0 | 1 | 2 | 2  | 4  | −1  |
| Rep. Dominicana | 1 | 3 | 0 | 1 | 2 | 2  | 10 | −8  |

| Rep. Dominicana | 1 - 1 | Cuba            |
| Brasile         | 4 - 0 | Colombia        |
| Colombia        | 1 - 0 | Cuba            |
| Brasile         | 5 - 0 | Rep. Dominicana |
| Brasile         | 2 - 1 | Cuba            |
| Colombia        | 4 - 1 | Rep. Dominicana |

### Semifinali
| Arbitro: | Valenzuela |

|                          |           |             |
| Perrone 90+’ Cángele 94’ | Marcatori | 70’ Aguilar |

| Arbitro: | Petrescu |

|               |           |  |
| Dagoberto 87’ | Marcatori |  |

### Finale 3º-4º posto
| Arbitro: | Moreno Salazar |

|                                          |                      |                                              |
| Ramírez Cacho Pérez Durán Galindo Medina | Tiri di rigore 5 – 4 | Ramírez Perea Acosta González Pachón Anchico |

### Finale
| Arbitro: | Prendergast |

| |            | |
| López 45’ | Marcatori  | |
| · Eberto P · Barbosa D · García D · Galarza D · Bottinelli D · 68’ Alonso C · Barzola C · Cabrera C · 78’ Ferreyra C · Gorostegui C · Colace C · Cángele A · 46’ López A · Perrone A | Formazioni | · P Fernando Henrique · D Gabriel · D Dudu Cearense · D Leandro · D Irineu 77’ · A Marcelo Nicácio · C Coelho · C Cleiton Xavier · C Wendel · C Diego Souza · A William 72’ · C Jardel · A Vágner Love |
| Tojo | Allenatori | Campos |

## Vincitore
| Vincitore                |
| ------------------------ |
| Argentina Medaglia d'oro |